# Johannes Cornelis Anceaux

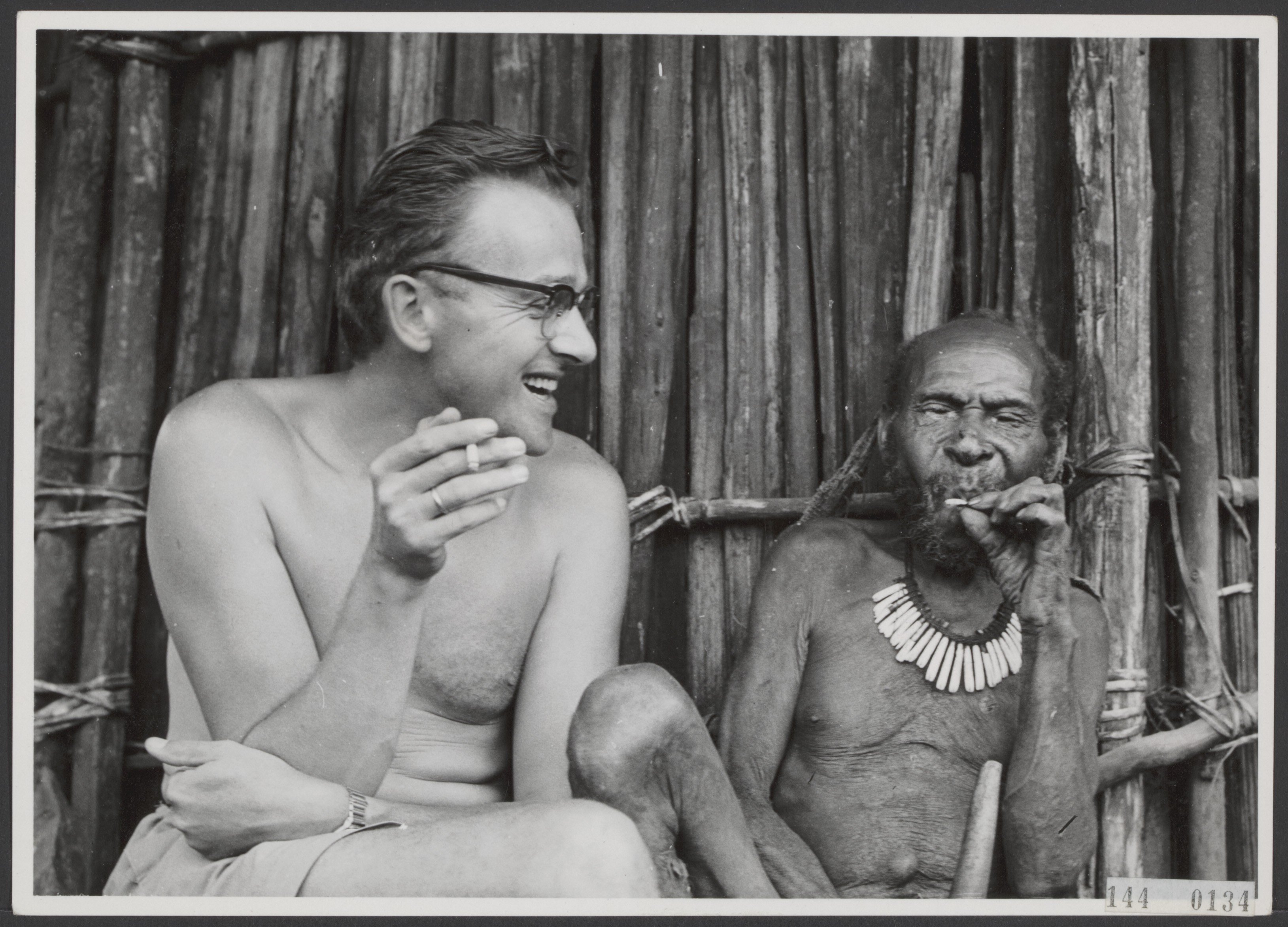
J.C. Anceaux (links) im Gespräch mit einem Bewohner des Sibil-Tals während der Expedition ins Sternengebirge auf Neuguinea (1959)

Johannes Cornelis Anceaux (* 4. Juli 1920 in Schiedam; † 6. August 1988 in Leiden) war ein niederländischer Austronesist und Linguist, der insbesondere indonesische und Papuasprachen erforschte. Er war von 1971 bis 1986 Professor für indonesische und ozeanische Sprachwissenschaft an der Universität Leiden.

## Leben
Nach erfolgreicher Gymnasialausbildung begann Anceaux 1938 ein Studium der indonesischen Sprachen und Literatur an der Universität Leiden. Im Grundstudium musste er dazu auch die Sprachen Sanskrit und Arabisch, Islamkunde und indische Kulturgeschichte lernen. Nach einem Jahr wurde er jedoch zum Militärdienst eingezogen und konnte sein Studium erst nach der Kapitulation der Niederlande 1940 fortsetzen. Nach Schließung der Leidener Universität begab er sich an die Universität Amsterdam, wo er 1942 sein Kandidaats-Examen bestand. Weitere Studien gestalteten sich zur damaligen Zeit schwierig, denn er versteckte sich, um sich während der deutschen Besatzung der Zwangsarbeit zu entziehen. Er wurde später jedoch verhaftet und in mehrere niederländische und deutsche Arbeitslager verbracht.
1947 nahm er seine Studien wieder auf und beschäftigte sich mit vergleichenden Sprachforschungen der austronesischen Sprachen in Malaysia und Java. Er arbeitete sechs Jahre lang als Assistent für arabische Sprache am Legatum Warnerianum der Leidener Universitätsbibliothek und machte sich dabei mit Persisch und Türkisch vertraut. 1948 heiratete er Maria Rosinga, aus der Ehe gingen zwei Töchter und ein Sohn hervor. Nachdem er zunächst an einer Dissertation über die Geschichte der indonesischen Sprachwissenschaft gearbeitet hatte, widmete er seine Aufmerksamkeit der Wolio-Sprache. Diese Sprache aus Südost-Sulawesi war damals in den Niederlanden so gut wie unbekannt, es gab jedoch einige Sprecher in Leiden. 1952 promovierte er unter Cornelis Christiaan Berg (1900–1990) mit einer Beschreibung der Sprache.
Die Sprachforschung beschäftigte ihn auch in den folgenden Jahren. 1954 ging er im Auftrag des Königlichen Instituts für Sprachen-, Länder- und Völkerkunde (KITLV) für drei Jahre nach Westneuguinea, um sprachkundliche Untersuchungen zu unternehmen. Dabei verschaffte er sich ein zusätzliches Verständnis der Sprache und widmete sich der Beschreibung der Nimboran-Sprache und anderer Papuasprachen, die nördlich des Sentani-Sees gesprochen wurden.
Danach war er bis 1962 als Sprachbeamter für das Amt der Bevölkerungsstatistik Niederländisch-Neuguineas in Hollandia tätig. Während jener Zeit wurde er Mitglied der Rechtschreibkommission für geographische Namen in Niederländisch-Neuguinea und nahm 1959 an einer Expedition in die Sternberge (niederländisch: Sterrengebergte, indonesisch: Pegunungan Bintang, englisch: Star Mountains) teil. 1955 hatte er am Malaiischen Institut auch die Ausbildung von Beamten des Verwaltungsdienstes übernommen und setzte diese Aufgabe 1960/61 in Neuguinea fort. Die Ergebnisse seiner sprachlichen Forschungen erschienen in zwei Monographien unter den Titeln The linguistic situation in the islands of Yapen, Kurudu, Nau and Miosnum, New Guinea (übersetzt: Die sprachliche Lage auf den Inseln Yapen, Kurudu, Nau and Miosnum, Neuguinea), 1961, und The Nimboran language (übersetzt: Die Nimboran-Sprache), 1965.
Nach dem Ende der niederländischen Herrschaft in Westneuguinea 1962 kehrte Anceaux nach Europa zurück und wurde wissenschaftlicher Assistent am Lehrstuhl für Austronesische Sprache der Universität Leiden, den sein Doktorvater C. C. Berg innehatte, später stieg er zum wissenschaftlichen Oberassistenten auf. 1967/68 war er als Gastdozent an der University of California, San Diego tätig, wo er Vorlesungen zur indonesischen Sprachwissenschaft, aber auch Niederländisch und Afrikaans abhielt. Auch nahm er an einer Expedition in den Südpazifik teil, die von der Scripps Institution of Oceanography organisiert wurde. Dies eröffnete ihm die Möglichkeit, sich linguistischen Untersuchungen auf den Fidschi und auf den Neuen Hebriden zu widmen. Von 1968 bis 1972 war er Vorstandsmitglied des Königlichen Instituts für Sprachen-, Länder- und Völkerkunde der Niederlande.
Nachdem C. C. Berg 1971 emeritiert wurde, übernahm Anceaux per königlicher Berufung vom 14. August 1971 den Lehrstuhl für Indonesische und Ozeanische Sprachwissenschaft an der Universität Leiden. Das Amt trat er am 1. September 1971 an und hielt am 11. Dezember desselben Jahres seine Antrittsrede Indonesië en Oceanië. Een taalkundige terreinverkenning (frei deutsch übersetzt: Indonesien und Ozeanien. Eine sprachliche Gebietserforschung). In den Folgejahren hielt er Vorlesungen zu den allgemeinen Grundsätzen der vergleichenden Linguistik, zur Anthropologie und darüber hinaus auch Vorlesungen zu den Sprachen Tok Pisin, Malagasy, Tagalog, Sundanesisch und verschiedenen ozeanischen Sprachen. Ab 1971 beteiligte er sich aktiv an der Ausbildung von indonesischen Linguisten am nationalen Sprachzentrum in Jakarta, wobei er nebenbei auch viele Stipendiaten aus dem Raum in den Niederlanden betreute.
Von 1973 bis 1975 sowie 1978 bis 1983 amtierte er als Vorsitzender der Teilfakultät der nichtwestlichen Sprachen und Kulturen der Universität Leiden, 1976/77 als Mitglied des Fakultätsvorstands, von 1977 bis 1982 als Vorsitzender der Fachgruppe vergleichenden Sprachwissenschaft, 1977 bis 1978 der Fachgruppe Sprachen und Kulturen Südostasiens und Ozeaniens sowie der Arbeitsgemeinschaft Ozeanien. Von 1969 bis 1976 gehörte er dem Vorstand der Oosters Genootschap (Vereinigung der niederländischen Orientalisten) an, von 1978 bis 1984 war er Vorstandsmitglied der Stichting voor Wetenschappelijk Onderzoek van de Tropen (WOTRO, Teil der Niederländischen Forschungsorganisation NWO), von 1984 bis 1988 saß er im beratenden Ausschuss der Arbeitsgemeinschaft für Ozeanien.
Aufgrund seines sich verschlechternden Gesundheitszustandes, er litt an Amyotropher Lateralsklerose, zog er sich am 11. Dezember 1985 von seiner Hochschullehrertätigkeit in Leiden zurück und wurde per königlichen Beschluss vom 1. Februar 1986 ehrenhaft in den Vorruhestand entlassen. Noch kurz vor seinem Lebensende veröffentlichte er sein überleitendes Wörterbuch und eine überarbeitete Neuauflage seiner 1952 herausgegebene Grammatik zur Wolio-Sprache.